# Var Gladspexarna
Var GladSpexarna är en fristående spexförening i Lund. 
Föreningen har sedan 1999 satt upp 2 spex per år i Konsertsalen på Akademiska Föreningen. På hösten är det ofta ett nyskrivet spex medan det på våren ibland är en återuppsättning. Spexet välkomnar både tjejer och killar på scen och består totalt av ca 120 aktiva deltagare.

## Historia
Var GladSpexarna har sitt ursprung i Västgöta Nations spex i Lund, men är fristående sedan ensemblen under Lundakarnevalen 1998 självständigt gjort succé med tältnöjet ”En Karnevalsaga”. Efter karnevalen föddes idén om att skapa ett fristående ”mellanspex” (storleksmässigt) med både tjejer och killar på scenen. Föreningen blev så kallad erkänd studentförening 1999 och har sedan dess satt upp spex två gånger per år i Konsertsalen på Akademiska Föreningen. Utöver detta har Var GladSpexarna även satt upp tretton sommarspex på Kiviks marknad samt deltagit med ytterligare fyra karnevalsspex de två efterföljande Lundakarnevalerna, dock inte i Var Gladspexarnas namn.
Av alla spexare som varit med i föreningen sedan 1998 och framåt har bland andra radioprofilen Simon Svensson, ståuppkomikern Carin Reijmer, Ola Nilsson och Måns Zelmerlöv varit med.

## Var GladSpex genom tiderna

### I AF-Borgen
- VT 2025 Sherlock Holmes
- HT 2024 Bröderna Grimms - Lyckliga i alla sina dagar
- VT 2024 Tors Hammare

- HT 2023 Sjumilaskogen
- VT 2023 GIII
- HT 2022 Bermudatriangeln
- VT 2022 Heliga Valborg
- HT 2021 Fantomen på AF
- VT 2020 DIII Musketörerna och Mannen med Järnmasken
- HT 2019 Kluedø
- VT 2019 Muren
- HT 2018 Tusen och En Natt
- VT 2018 En Karnevalssaga
- HT 2017 Svärdet i stenen
- VT 2017 Frankenstein
- HT 2016 Falklandskriget
- VT 2016 Titanic
- HT 2015 Drottning Kristina
- VT 2015 Sherlock Holmes
- HT 2014 Muren
- VT 2014 En Karnevalssaga
- HT 2013 2023
- VT 2013 DIII Musketörerna och Mannen med Järnmasken
- HT 2012 GIII
- VT 2012 Marco Polo
- HT 2011 Titanic
- VT 2011 Tutankhamun
- HT 2010 Tors Hammare
- VT 2010 En Karnevalssaga
- HT 2009 Spartacus
- VT 2009 Fantomen på AF
- HT 2008 Ivanhoe
- VT 2008 Amazonerna
- HT 2007 Mata Hari
- VT 2007 DIII Musketörerna och Mannen med Järnmasken
- HT 2006 Frankenstein
- VT 2006 En Karnevalssaga
- HT 2005 Tors Hammare
- VT 2005 Tutankhanmun
- HT 2004 Marco Polo
- VT 2004 Sherlock Holmes
- HT 2003 DIII Musketörerna och Mannen med Järnmasken
- VT 2003 Amasonernas Återkomst
- HT 2002 Pizarro
- VT 2002 En Karnevalssaga
- HT 2001 Tutankhanmun
- VT 2001 Marco Polo
- HT 2000 Gaius Caligula
- VT 2000 Alexander den Store Återkommer
- HT 1999 Amasonernas Återkomst
- VT 1999 Odysseus återkomst

### På Kiviks marknad
- Sommaren 2024 Den glada(re) revyn
- Sommaren 2023 Den glada revyn
- Sommaren 2022 Julitomten
- Sommaren 2019 Calamity Jane: Vilda Västerns Drottning
- Sommaren 2018 Fantomen på YstadOperan
- Sommaren 2017 Äppelkungen och de sista snapphanarna
- Sommaren 2016 Kompani Kivik
- Sommaren 2015 Fritjof Nilsson: Piraten
- Sommaren 2014 Livet i Revy
- Sommaren 2013 Calamity Jane: Vilda Västerns Drottning
- Sommaren 2012 Fantomen på YstadOperan
- Sommaren 2011 Äppelkungen och de sista snapphanarna
- Sommaren 2008 Möllan Rouge
- Sommaren 2007 Kiviks Musteri
- Sommaren 2005 Frankenstein
- Sommaren 2004 Fantomen på YstadOperan

### På Stenkrossen
- Sommaren 2025 Den Gladare Vyn

### På Film
- Sommaren 2020 Spex På Gång

### På Lundakarnevalen
- Lundakarnevalen 2006 Livet i Revy
- Lundakarnevalen 2006 Leonardo - ett snillerikt spex
- Lundakarnevalen 2006 Platon och Dualismen
- Lundakarnevalen 2002 Fantomen på AF
- Lundakarnevalen 1998 En Karnevalsaga